# Chris Eigeman
Chris Eigeman (Denver, Colorado; 1 de marzo de 1965) es un actor estadounidense.

## Biografía
Chris Eigeman es un actor estadounidense, nacido en Denver, Colorado, el 1 de marzo de 1965. Eigeman ha participado en series como Gilmore Girls (en el papel de Jason Stiles, quizás el más conocido de este actor), It's Like, You Know... y Malcolm in the middle interpretando a Lionel Herkabe.

## Vida personal
Chris Eigeman nació en Denver , Colorado, en 1965. Asistió a The Putney School , Putney, Vermont, de 1979 a 1983, y se graduó de Kenyon College , Gambier, Ohio, con una licenciatura en inglés y teatro en 1987. Ha estado casado con Linda D. Eigeman desde 1993. Tienen un hijo, nacido en 2008.
- Datos: Q251067
- Multimedia: Chris Eigeman / Q251067